# Qaarsoq (Qaqortoq)
Qaarsoq [ˈqɑːsːɔq] (nach alter Rechtschreibung K'aersoĸ) ist eine wüst gefallene grönländische Siedlung im Distrikt Qaqortoq in der Kommune Kujalleq.

## Lage
Qaarsoq befindet sich an der Südspitze einer Halbinsel, die wiederum im Süden einer Halbinsel des Gebiets zwischen dem Alluitsup Kangerlua und dem Igalikup Kangerlua ist. 8,8 km westnordwestlich befindet sich mit Saarloq der nächstgelegene Ort.

## Geschichte
Qaarsoq war bereits vor 1850 bewohnt. Der Ort gehörte ursprünglich zum Einzugsgebiet der Herrnhuter Brüdergemeine.
Ab 1911 gehörte Qaarsoq zur Gemeinde Saarloq.
1919 wurden 71 Bewohner gezählt, die in 12 Häusern lebten, wobei festgestellt wurde, dass die Häuser außerordentlich gut gebaut waren. Es gab eine Schule, die der Katechet vor Ort, Aron Stak, auf eigene Rechnung errichtet hatte, um unterrichten zu können. Die Bewohner, zu denen 13 Jäger und zwei Fischer gehörten, lebten hauptsächlich von der Robbenjagd.
1930 lebten 68 Menschen in Qaarsoq. Die Zahl fiel anschließend rasch und 1946 lebten nur noch 26 Personen am Wohnplatz. Im selben Jahr wurde er offiziell verlassen. Anschließend lebten noch fünf bis zehn Menschen am Ort, die Schafzucht betrieben, bevor Qaarsoq 1951 gänzlich aufgegeben wurde.